# 露丝·佩雷德尼克
露絲·佩雷德尼克（希伯來文： רות פרדניק‎；1959年10月24日—出生於倫敦）是出生於英國的以色列籍心理師，她是選擇性緘默症領域的先驅。

## 生平
露絲·佩雷德尼克畢業於倫敦學院（1983）、倫敦大學教育學院（1984），以及耶路撒冷希伯來大學（教育心理學，2002）。她在英國的論文是「母親對嬰孩的專注程度與嬰孩對母親的依附之間的關係」。她在以色列的論文是「移民家庭中的選擇性緘默症」，指導教授是約埃爾·伊萊澤，經費由馬丁與薇薇安·萊文兒童和青少年發展中心贊助。露絲·佩雷德尼克任教於林肯學校，也在阿根廷的耶胡達·哈萊維教師訓練學院（1986-1987）教授教育心理學。她與先生古斯塔沃·派來德尼克居住在耶路撒冷的近郊，育有五個小孩。

## 專業
露絲·佩雷德尼克三十多年來專精於治療選擇性緘默症和其他焦慮症，發展出一套以認知行為技巧為主的選擇性緘默症治療模式。她是一家專精於治療選擇性緘默症診所的負責人，也在歐洲、美洲及亞洲演講，並訓練家長和治療師。她著有《靜水流深：選擇性緘默症治療指南—家長、教師和治療師工作手冊》，有英文、中文、葡萄牙文、西班牙文、希伯來文版。她也同時獲得英國選擇性緘默症資訊與研究協會（SMiRA）與美國選擇性緘默症協會（SMA）聯名推薦。
露絲·佩雷德尼克治療模式的創新之處是，在兒童或青少年的自然環境中治療（到家裡和校內進行治療），而非在治療所。這是因為選擇性緘默症最嚴重、亟需改善的症狀，發生在學校裡。她的治療模式剛發表時，被認為悖離傳統，但現已被普遍接受，成為一些國際選擇性緘默症治療中心的首選。露絲·佩雷德尼克主張治療師在治療兒童時必須擔負權責，選擇實證本位的介入方式，做到有效的治療。

## 出版
- 約埃爾·伊萊澤，露絲·佩雷德尼克（2003年12月），「移民家庭與在地家庭中選擇性緘默症的盛行率與描述：對照研究，《美國兒童與青少年精神醫學學會期刊》42 (12): 1451–1459. doi:10.1097/00004583-200312000-00012. PMID 14627880。
- 《靜水流深：選擇性緘默症治療指南—家長、教師和治療師工作手冊》， 2011。
- 《讓聲音自由：選擇性緘默症學習課程》， 2022。

## 外部連結
- The Selective Mutism Treatment and Research Center （页面存档备份，存于）
- המרכז לטיפול באילמות סלקטיבית （页面存档备份，存于）
- 讓聲音自由 The Free Voice Project